# 2. Tennis-Bundesliga (Herren 30) 2009
Die 2. Tennis-Bundesliga der Herren 30 wurde 2009 zum sechsten Mal ausgetragen. Sie wurde in die 2. Bundesliga Nord und Süd aufgeteilt, in der jeweils sieben Mannschaften um den Aufstieg in die Erstklassigkeit kämpften.
Die Spiele wurden im Zeitraum vom 31. Mai bis zum 18. Juli 2009 ausgetragen.

## Spieltage und Mannschaften
| Spieltage                                  | Spieltage                                  |
| ------------------------------------------ | ------------------------------------------ |
| 1. Spieltag: So., 31. Mai 2009, 11:00 Uhr  |                                            |
| 2. Spieltag: So., 7. Juni 2009, 11:00 Uhr  |                                            |
| 3. Spieltag: So., 21. Juni 2009, 11:00 Uhr |                                            |
| 4. Spieltag: So., 28. Juni 2009, 11:00 Uhr | Nord auch am Sa., 27. Juni 2009, 11:00 Uhr |
| 5. Spieltag: So., 5. Juli 2009, 11:00 Uhr  |                                            |
| 6. Spieltag: So., 12. Juli 2009, 11:00 Uhr |                                            |
| 7. Spieltag: Sa., 18. Juli 2009, 13:00 Uhr |                                            |

| Mannschaften Nord        |
| ------------------------ |
| Dortmunder TK RW         |
| KHTC Mülheim             |
| Marienburger SC          |
| TC Lichtenrade WG        |
| TC Parkhaus Wanne-Eickel |
| TC Raadt                 |
| TG Westfalia Dortmund    |

| Mannschaften Süd            |
| --------------------------- |
| Club am Marienberg Nürnberg |
| Karlsruher ETV              |
| TB Erlangen                 |
| TC Biberach                 |
| TC GG Pfungstadt            |
| TC Rotenbühl Saarbrücken    |
| TC Schönbusch Aschaffenburg |

## 2. Bundesliga Herren 30 Nord

### Abschlusstabelle
|     | Mannschaft               | Begegnungen | Punkte | Matches | Sätze | Spiele  |
| --- | ------------------------ | ----------- | ------ | ------- | ----- | ------- |
| 01. | TG Westfalia Dortmund    | 6           | 12:0   | 41:13   | 83:35 | 613:391 |
| 02. | KHTC Mülheim             | 6           | 8:4    | 36:18   | 77:42 | 582:398 |
| 03. | TC Raadt                 | 6           | 8:4    | 36:18   | 76:44 | 584:446 |
| 04. | TC Parkhaus Wanne-Eickel | 6           | 8:4    | 29:25   | 68:53 | 571:510 |
| 05. | Dortmunder TK RW         | 6           | 4:8    | 24:30   | 57:65 | 472:522 |
| 06. | Marienburger SC          | 6           | 2:10   | 7:47    | 23:97 | 332:637 |
| 07. | TC Lichtenrade WG        | 6           | 0:12   | 16:38   | 35:83 | 336:586 |

### Mannschaftskader
| Pos. | Name                 |
| ---- | -------------------- |
| 1    | Gianluca Luddi       |
| 2    | Giuseppe Montenet    |
| 3    | Matteo Colla         |
| 4    | Marco Meneschincheri |
| 5    | Rolandas Muraška     |
| 6    | Jens Knippschild     |
| 7    | Germán López Montoya |
| 8    | Victor Sendin        |
| 9    | Dimitri Palenov      |
| 10   | Marcus Nacke         |
| 11   | Thomas Wortelmann    |
| 12   | Frank Rieker         |
| 13   | Axel Wachholz        |
| 14   | Dominik Göbel        |
| 15   |                      |
| 16   |                      |

| Pos. | Name                |
| ---- | ------------------- |
| 1    | Nikos Rovas         |
| 2    | Christian Schäffkes |
| 3    | Frank Potthoff      |
| 4    | Michael Schmidtmann |
| 5    | Elmar Gerth         |
| 6    | Claes Persson       |
| 7    | Oliver Bartsch      |
| 8    | Carsten Thamm       |
| 9    | Peter Vehar         |
| 10   | Marcus Lemke        |
| 11   |                     |
| 12   |                     |
| 13   |                     |
| 14   |                     |
| 15   |                     |
| 16   |                     |

| Pos. | Name             |
| ---- | ---------------- |
| 1    | Andreas Ense     |
| 2    | Dirk Hortian     |
| 3    | Axel Neuhausen   |
| 4    | Scott Gessner    |
| 5    | Markus Neuhausen |
| 6    | Gisbert Pauli    |
| 7    | Olaf Kühle       |
| 8    | Dennis Müller    |
| 9    | Stefan Schenk    |
| 10   | Volker Bloch     |
| 11   | Michael Kuhrt    |
| 12   | Florian Hillers  |
| 13   |                  |
| 14   |                  |
| 15   |                  |
| 16   |                  |

| Pos. | Name                           |
| ---- | ------------------------------ |
| 1    | Sascha Lehmann                 |
| 2    | Henning Hertel                 |
| 3    | Matthias Weiße                 |
| 4    | Marc Wartmann                  |
| 5    | Sven Dreiling                  |
| 6    | Christian Dullin               |
| 7    | Benjamin Bröder                |
| 8    | Robin Schönherr                |
| 9    | Rodrigo-Alonso Urrutia-Fuentes |
| 10   | Sebastian Rudolph              |
| 11   | Alvaro Urrutia-Fuentes         |
| 12   | Andreas Rühlicke               |
| 13   |                                |
| 14   |                                |
| 15   |                                |
| 16   |                                |

| Pos. | Name              |
| ---- | ----------------- |
| 1    | Ferran Ventura    |
| 2    | Mariusz Zielinski |
| 3    | Tobias Wessel     |
| 4    | Rainer Paschen    |
| 5    | Michael Parzy     |
| 6    | Thomas Brinkhoff  |
| 7    | Kai Becker        |
| 8    | Olaf Grandt       |
| 9    | Mathias Balliet   |
| 10   | Robert Sibbel     |
| 11   | Götz Burkhard     |
| 12   | Sascha Moryson    |
| 13   | Patrick Real      |
| 14   | Sebastian Meise   |
| 15   |                   |
| 16   |                   |

| Pos. | Name                |
| ---- | ------------------- |
| 1    | Tomas Behrend       |
| 2    | Kalle Flyght        |
| 3    | Christian Bergström |
| 4    | Patrik Fredriksson  |
| 5    | Remco Pondman       |
| 6    | Milko Petkow        |
| 7    | Erik Brummer        |
| 8    | Thomas Habig        |
| 9    | Michael Klömpken    |
| 10   | Carsten Gröf        |
| 11   | Michael Weigt       |
| 12   | Daniel Klinkenberg  |
| 13   |                     |
| 14   |                     |
| 15   |                     |
| 16   |                     |

| Pos. | Name                  |
| ---- | --------------------- |
| 1    | Stefano Tarallo       |
| 2    | Adam Barnes           |
| 3    | Gianluca Gatto        |
| 4    | Ricardo Ciruolo       |
| 5    | Volker Kaupert        |
| 6    | Jens Stephan Kemke    |
| 7    | Henrik Müller-Frerich |
| 8    | Kai Rieke             |
| 9    | Mathias Nieweg        |
| 10   | Nico Thieme           |
| 11   | Thomas Wittenberg     |
| 12   | Markus Wallmann       |
| 13   | Peter Kreis           |
| 14   | Thomas Pacholke       |
| 15   |                       |
| 16   |                       |

### Ergebnisse
Spielfreie Begegnungen werden nicht gelistet.
| Datum/Uhrzeit      | Heimmannschaft           | Gastmannschaft           | Matches | Sätze | Spiele |
| ------------------ | ------------------------ | ------------------------ | ------- | ----- | ------ |
| So. 31. Mai 11:00  | TC Parkhaus Wanne-Eickel | KHTC Mülheim             | 2:7     | 5:14  | 67:99  |
| So. 31. Mai 11:00  | Marienburger SC          | LC Lichtenrade WG        | 5:4     | 12:9  | 92:70  |
| So. 31. Mai 11:00  | TC Raadt                 | Dortmunder TK RW         | 8:1     | 16:5  | 118:66 |
| So. 7. Juni 11:00  | TC Lichtenrade WG        | TG Westfalia Dortmund    | 2:7     | 4:14  | 45:101 |
| So. 7. Juni 11:00  | Dortmunder TK RW         | TC Parkhaus Wanne-Eickel | 3:6     | 7:13  | 79:105 |
| So. 7. Juni 11:00  | KHTC Mülheim             | TC Raadt                 | 3:6     | 7:12  | 77:88  |
| So. 21. Juni 11:00 | KHTC Mülheim             | Dortmunder TK RW         | 7:2     | 15:5  | 102:44 |
| So. 21. Juni 11:00 | TG Westfalia Dortmund    | TC Raadt                 | 7:2     | 14:6  | 103:67 |
| So. 21. Juni 11:00 | Marienburger SC          | TC Parkhaus Wanne-Eickel | 1:8     | 4:17  | 70:118 |
| Sa. 27. Juni 11:00 | TC Lichtenrade WG        | KHTC Mülheim             | 2:7     | 6:15  | 59:101 |
| So. 28. Juni 11:00 | TC Raadt                 | Marienburger SC          | 9:0     | 18:0  | 110:38 |
| So. 28. Juni 11:00 | TC Parkhaus Wanne-Eickel | TG Westfalia Dortmund    | 2:7     | 7:14  | 82:109 |
| So. 5. Juli 11:00  | Marienburger SC          | KHTC Mülheim             | 0:9     | 2:18  | 47:112 |
| So. 5. Juli 11:00  | TC Parkhaus Wanne-Eickel | TC Lichtenrade WG        | 6:3     | 12:6  | 89:59  |
| So. 5. Juli 11:00  | TG Westfalia Dortmund    | Dortmunder TK RW         | 5:4     | 11:9  | 92:75  |
| So. 12. Juli 11:00 | TC Lichtenrade WG        | TC Raadt                 | 2:7     | 4:16  | 52:107 |
| So. 12. Juli 11:00 | KHTC Mülheim             | TG Westfalia Dortmund    | 3:6     | 8:12  | 91:93  |
| So. 12. Juli 11:00 | Dortmunder TK RW         | Marienburger SC          | 8:1     | 17:4  | 112:54 |
| Sa. 18. Juli 13:00 | TG Westfalia Dortmund    | Marienburger SC          | 9:0     | 18:1  | 115:31 |
| Sa. 18. Juli 13:00 | TC Raadt                 | TC Parkhaus Wanne-Eickel | 4:5     | 8:14  | 94:110 |
| Sa. 18. Juli 13:00 | Dortmunder TK RW         | TC Lichtenrade WG        | 6:3     | 14:6  | 96:51  |

## 2. Bundesliga Herren 30 Süd

### Abschlusstabelle
|     | Mannschaft                  | Begegnungen | Punkte | Matches | Sätze | Spiele  |
| --- | --------------------------- | ----------- | ------ | ------- | ----- | ------- |
| 01. | TC Schönbusch Aschaffenburg | 6           | 10:2   | 39:15   | 83:36 | 585:396 |
| 02. | TB Erlangen                 | 6           | 10:2   | 37:17   | 83:40 | 633:452 |
| 03. | TC GG Pfungstadt            | 6           | 8:4    | 29:25   | 65:60 | 544:523 |
| 04. | TC Biberach                 | 6           | 6:6    | 27:27   | 61:58 | 498:491 |
| 05. | TC Rotenbühl Saarbrücken    | 6           | 6:6    | 27:27   | 59:64 | 519:553 |
| 06. | Karlsruher ETV              | 6           | 2:10   | 28:36   | 44:80 | 471:605 |
| 07. | Club am Marienberg Nürnberg | 7           | 0:12   | 12:42   | 32:89 | 395:625 |

### Mannschaftskader
| Pos. | Name               |
| ---- | ------------------ |
| 1    | Jaromír Línek      |
| 2    | Thiemo Maier       |
| 3    | Radek Pozdena      |
| 4    | Petr Krten         |
| 5    | Horst Dressler     |
| 6    | Jochen Schmidt     |
| 7    | David Hartmann     |
| 8    | Peter Sachs        |
| 9    | Rudi Hackner       |
| 10   | Steffen Walther    |
| 11   | Gerhard Ploß       |
| 12   | Felix Pittroff     |
| 13   | Tobias Königer     |
| 14   | Christian Eschbach |
| 15   |                    |
| 16   |                    |

| Pos. | Name                |
| ---- | ------------------- |
| 1    | Laurent Bondaz      |
| 2    | Andrei Tscherkassow |
| 3    | Alexey Ageev        |
| 4    | Remus Farcas        |
| 5    | Remi Gilberton      |
| 6    | William Wille       |
| 7    | Jürgen Faßbender    |
| 8    | Steven Schüller     |
| 9    | Sascha Stiefel      |
| 10   | Christian Pöttinger |
| 11   | Gregor Rummel       |
| 12   | Thomas Randel       |
| 13   | Marcus Ehlert       |
| 14   |                     |
| 15   |                     |
| 16   |                     |

| Pos. | Name               |
| ---- | ------------------ |
| 1    | Richard Drazny     |
| 2    | Lukas Vojtechovsky |
| 3    | Wojtek Kowalski    |
| 4    | Igor Branisa       |
| 5    | Paulo Escalona     |
| 6    | Jan Plötzner       |
| 7    | Jiri Bartos        |
| 8    | Wolfgang Schweiger |
| 9    | Mischa Diller      |
| 10   | Jörg Wölfel        |
| 11   | Jürgen Ropers      |
| 12   | Christian Belihart |
| 13   | Christian Wust     |
| 14   | Patrick Mittra     |
| 15   |                    |
| 16   |                    |

| Pos. | Name              |
| ---- | ----------------- |
| 1    | Teo Susniak       |
| 2    | Tadej Senk        |
| 3    | Simon Schwarzkopf |
| 4    | Szabolcs Gergely  |
| 5    | Stefan Feyen      |
| 6    | Benjamin Köhle    |
| 7    | Marcus Selg       |
| 8    | Jochen Moll       |
| 9    | Oliver Adelmann   |
| 10   | Andreas Reiffen   |
| 11   | Paul Kosan        |
| 12   | Michael Kaiser    |
| 13   |                   |
| 14   |                   |
| 15   |                   |
| 16   |                   |

| Pos. | Name             |
| ---- | ---------------- |
| 1    |                  |
| 2    |                  |
| 3    |                  |
| 4    |                  |
| 5    |                  |
| 6    |                  |
| 7    | Jan Vydra        |
| 8    | Jan Vrbsky       |
| 9    | Thomas Kilbert   |
| 10   | Rene Sturm       |
| 11   | Andreas Schößler |
| 12   | Stefan Münch     |
| 13   | Alexander Mohr   |
| 14   | Marco Vogtel     |
| 15   |                  |
| 16   |                  |

| Pos. | Name             |
| ---- | ---------------- |
| 1    |                  |
| 2    |                  |
| 3    |                  |
| 4    |                  |
| 5    |                  |
| 6    |                  |
| 7    | Torsten Klein    |
| 8    | Bernhard Köllner |
| 9    | Bill Jenkins     |
| 10   | Till Rosar       |
| 11   | Frank Weyland    |
| 12   | Christer Lundin  |
| 13   | Patrick Rosar    |
| 14   |                  |
| 15   |                  |
| 16   |                  |

| Pos. | Name             |
| ---- | ---------------- |
| 1    |                  |
| 2    |                  |
| 3    |                  |
| 4    |                  |
| 5    |                  |
| 6    |                  |
| 7    | Alexander Jung   |
| 8    | Marco Appelmann  |
| 9    | Nirmel Osmanovic |
| 10   | Fredrik Cadonau  |
| 11   | Kai Hagenkötter  |
| 12   | Bernd Legutke    |
| 13   | Daniel Cadonau   |
| 14   | Marco Seemann    |
| 15   |                  |
| 16   |                  |

### Ergebnisse
Spielfreie Begegnungen werden nicht gelistet.
| Datum/Uhrzeit      | Heimmannschaft              | Gastmannschaft              | Matches | Sätze | Spiele |
| ------------------ | --------------------------- | --------------------------- | ------- | ----- | ------ |
| So. 31. Mai 11:00  | TC GG Pfungstadt            | TC Schönbusch Aschaffenburg | 2:7     | 5:15  | 61:94  |
| So. 31. Mai 11:00  | TC Rotenbühl Saarbrücken    | Karlsruher ETV              | 5:4     | 11:10 | 105:92 |
| So. 31. Mai 11:00  | Club am Marienber Nürnberg  | TB Erlangen                 | 3:6     | 7:13  | 83:108 |
| So. 7. Juni 11:00  | TC Schönbusch Aschaffenburg | TC Biberach                 | 7:2     | 14:5  | 100:58 |
| So. 7. Juni 11:00  | Karlsruher ETV              | Club am Marienberg Nürnberg | 5:4     | 12:11 | 101:88 |
| So. 7. Juni 11:00  | TB Erlangen                 | TC GG Pfungstadt            | 5:4     | 13:8  | 99:73  |
| So. 21. Juni 11:00 | TC Biberach                 | TC Rotenbühl Saarbrücken    | 7:2     | 15:6  | 98:74  |
| So. 21. Juni 11:00 | TC GG Pfungstadt            | Karlsruher ETV              | 5:4     | 12:9  | 99:92  |
| So. 21. Juni 11:00 | TC Schönbusch Aschaffenburg | Club am Marienberg Nürnberg | 8:1     | 16:3  | 100:52 |
| So. 28. Juni 11:00 | Karlsruher ETV              | TC Schönbusch Aschaffenburg | 2:7     | 4:16  | 56:107 |
| So. 28. Juni 11:00 | TB Erlangen                 | TC Biberach                 | 9:0     | 18:2  | 117:59 |
| So. 28. Juni 11:00 | TC Rotenbühl Saarbrücken    | TC GG Pfungstadt            | 4:5     | 9:12  | 81:103 |
| So. 5. Juli 11:00  | TC Rotenbühl Saarbrücken    | TC Schönbusch Aschaffenburg | 5:4     | 11:9  | 85:85  |
| So. 5. Juli 11:00  | Karlsruher ETV              | TB Erlangen                 | 1:8     | 4:16  | 66:111 |
| So. 5. Juli 11:00  | Club am Marienberg Nürnberg | TC Biberach                 | 2:7     | 4:15  | 49:93  |
| So. 12. Juli 11:00 | TB Erlangen                 | TC Rotenbühl Saarbrücken    | 6:3     | 15:6  | 114:72 |
| So. 12. Juli 11:00 | TC Biberach                 | Karlsruher ETV              | 7:2     | 14:5  | 95:64  |
| So. 12. Juli 11:00 | TC GG Pfungstadt            | Club am Marienberg Nürnberg | 8:1     | 17:4  | 121:62 |
| Sa. 18. Juli 13:00 | Club am Marienberg Nürnberg | TC Rotenbühl Saarbrücken    | 1:8     | 3:16  | 61:102 |
| Sa. 18. Juli 13:00 | TC Biberach                 | TC GG Pfungstadt            | 4:5     | 10:11 | 95:87  |
| Sa. 18. Juli 13:00 | TC Schönbusch Aschaffenburg | TB Erlangen                 | 6:3     | 13:8  | 99:84  |